# Юго-восток штата Пиауи (мезорегион)
Юго-восток штата Пиауи (порт. Mesorregião do Sudeste Piauiense) — административно-статистический мезорегион в Бразилии, входящий в штат Пиауи. Население составляет 519 395 человек на 2010 год. Площадь — 46 171,265 км². Плотность населения — 11,25 чел./км².

## Демография
Согласно сведениям, собранным в ходе переписи 2010 г. Национальным институтом географии и статистики (IBGE), население мезорегиона составляет:
| Полное население                            | Полное население                            | Полное население                            | Полное население                            | 519 395 |
| ------------------------------------------- | ------------------------------------------- | ------------------------------------------- | ------------------------------------------- | ------- |
| в том числе:                                | Городское население                         | 245 585                                     | Процент городского населения, %             | 47,28   |
|                                             | Сельское население                          | 273 810                                     | Процент сельского населения, %              | 52,72   |
|                                             | Мужское население                           | 257 422                                     | Процент мужского населения, %               | 49,56   |
|                                             | Женское население                           | 261 973                                     | Процент женского населения, %               | 50,44   |
| Плотность населения, чел/км²                | Плотность населения, чел/км²                | Плотность населения, чел/км²                | Плотность населения, чел/км²                | 11,25   |
| Население мезорегиона в % к населению штата | Население мезорегиона в % к населению штата | Население мезорегиона в % к населению штата | Население мезорегиона в % к населению штата | 16,66   |

## Статистика
- Валовой внутренний продукт на 2003 год составляет 950 530 814,00 реалов (данные: Бразильский институт географии и статистики).
- Валовой внутренний продукт на душу населения на 2003 год составляет 1929,18 реалов (данные: Бразильский институт географии и статистики).

## Состав мезорегиона
В мезорегион входят три микрорегиона:
1. Алту-Медиу-Канинде
2. Пикус
3. Пиу-IX